# Стефан (Ласко)
Епи́скоп Сте́фан (англ. Bishop Stephen, алб. Peshkop Stefan, в миру Вангел Ласко, алб. Vanghel Lasko; 13 мая 1900, Малешова, Албания — 30 апреля 1975, Бостон, Массачусетс) — епископ Православной Церкви в Америке, епископ Бостонский.

## Биография
Родился 13 мая 1900 года в деревне Малешова (алб. Malëshova), недалеко от города Пермети в Албании (тогда в составе Османской империи).
В 1930-е годы эмигрировал в США.
В июне 1949 года был рукоположён в сан священника епископом Феофаном (Ноли). С 1951 по 1955 год служил в албанской православной церкви святых Петра и Павла в Филадельфии, штат Пенсильвания.
В 1955 году был переведён в албанский Параскевинский приход в Кливленде, штат Огайо. Также служил в Чикаго.
Через несколько дней после смерти епископа Феофана был послан в Албанию, где 20 марта 1965 был хиротонисан во епископа для Америки архиереями Албанской Православной Церкви. Тем не менее, не все признали епископа Стефана. Конфликт продолжался ещё четыре года после смерти Ноли, пока в 1969 года епископ Стефан был признан всеми верующими как канонической наследник Феофана (Ноли).
В 1970 году, после разгрома Албанской Православной Церкви коммунистическими властями и вследствие настроений в Американской Албанской епархии, епископ Стефан обратился к Православной Церкви в Америке, только что получившей автокефалию от Русской церкви с просьбой о принятии его епархии под свой омофор.
14 октября 1971 года епископ Стефан и его Абанская епархия были приняты в Православную Церковь в Америке. При этом он получил титул епископа Бостонского.
Скончался 30 апреля 1975 года в Бостоне.